# 美国哥特式
《美国哥特式》（英文：American Gothic），又译作《美式哥特》，是美国画家格兰特·伍德于1930年创作的一幅油彩画，现藏于芝加哥艺术学院。这幅画作是最为知名的美国画面和文化符号之一，也是在美国流行文化和艺术史中最常被影射的美术作品之一。

## 简介
格兰特·伍德的灵感来源于现在被称作为“美国哥特式”的房屋，位于美国中部爱荷华州的埃尔登。格兰特·伍德想绘出一间房子 ，这间房子要拥有“我所喜爱的那一种人才应该住进那间房子”的意图，而这幅画作展现了一位老农民站在他的单身女儿身旁的场景。
作品中的人物形象以画家的妹妹Nan Wood Graham和他们的牙医为原型。画中的女子身着一件有着19世纪美国乡村风格的美洲殖民花纹的围裙，画中的男子手握着一个三叉钉耙，这象征着艰苦的劳动，而位于女子右肩膀处的一盆鲜花则表明他们十分爱家。
该画作创作于20世纪30年代经济大萧条初期，画家希望透过画作来表达美国乡村的正面形象。也有许多对画作中不同元素的其它解读。